# Ardabil (tỉnh)
Tỉnh Ardabil (tiếng Ba Tư: اردبیل; Azerbaijan: اردبیل; cũng được gọi là: Ardebil; tên cổ: Artavil) là một trong những tỉnh có người Azerbaijan của Iran. Tỉnh này nằm ở phía tây bắc đất nước, giáp với các vùng hành chính Lankaran và Aran của Cộng hòa Azerbaijan và các tỉnh Đông Azarbaijan, tỉnh Zanjan, và tỉnh Gilan. trung tâm của tỉnh là thành phố Ardabil. Tỉnh này được thành lập năm 1993 từ phần phía đông của tỉnh Đông Azarbaijan và phần phía bắc của tỉnh Gilan. phía đông bắc của tỉnh là nơi sinh sống của người dân Talysh.